# Sa Lộc

Vị trí tại Đài Trung

Sa Lộc (沙鹿) là một khu (quận) của thành phố Đài Trung, Trung Hoa Dân Quốc (Đài Loan). Quận có địa hình bằng phẳng với lượng mưa thấp. Diện tích của Sa Lộc là 40,4604 km², dân số tháng 8 năm 2011 là 82.695 người trong 24.426 hộ gia đình, mật độ cư dân là 2043,85 người/km². Trên địa bàn Sa Lộc có Sân bay Đài Trung, phục vụ một số chuyến bay nội địa và khu vực.